# Lineodes latipennis
Lineodes latipennis là một loài bướm đêm trong họ Crambidae.